# Heathcliff – A csacska macska
A Heathcliff – A csacska macska (eredeti cím: Heathcliff and The Catillac Cats) 1984-től 1988-ig vetített amerikai–kanadai–francia–japán televíziós rajzfilmsorozat, amelyet a DIC Entertainment készített és a DHX Media forgalmazott. A tévéfilmsorozat a Heathcliff-történetek második sorozata. Műfaját tekintve filmvígjáték-sorozat. Az első sorozat 1980 és 1982 között készült. Amerikában 1984 és 1988 között a first-run syndication tűzte műsorra. Magyarországon 1992 és 1993 között, csak a 2. évadot a TV 2 vetítette le, az 1. évadot a Fox Kids / Jetix sugározta, 2007 és 2012 között a sorozat 26 részét a KidsCo adta, 2013-tól a sorozat 52 részét az M2 ismételte.
A sorozatot a Heathcliff képregények alapján alkották meg. A sorozatok egy epizódjai kettő darab kb. 10 perces részt tartalmaznak, amelyek a következő sorrendben szerepelnek az epizódokban: Heathcliff – The Catillac Cats. Az egyes részek végén néha egy félperces humoros jelenet látható. A The Catillac Cats (másképp: Cats & Co.) rajzfilm a Heathcliffel közös rajzfilm.
A sorozat első évada 65, a második évad 21 epizódból áll. A sorozat műsorra kerülése idején mozifilm is készült Macskakalandok címmel, amelyet 1985-ben mutattak be.

## Ismertető
A főszereplő Heathcliff, aki egy narancssárga kövér macska. Gazdája Iggy Nutmeg. Ideje nagy részét az emberekkel tölti. Van egy barátnője is Sonja. Jók az ötletei és a nagy állatokkal szemben is képes harcolni. Van öt barátja is, akik a csőcselék macskák és akiktől ő kívül áll. Mindig jó terveket eszel ki. Szeret sokat enni és aludni.

## Szereplők

### A Heathcliff sorozat szereplői
- Heathcliff – A csacska macska, aki egy valódi utcai okos macska, ideje nagy részét az emberekkel tölti, de szeret állatokkal is harcolni és sokat feküdni. Próbál magának jó életet szerezni, hogy mindenki jó fejnek gondolja. Jellegzetes tulajdonsága, hogy nagyon kövér és a narancssárga bundája, így gyakran összekeverik Garfieldal.
- Sonja – Egy lánymacska, akinek Heathcliff udvarol. Ő egy bolyhos fehér perzsa macska, rózsaszín gallérral. Heatchliff mindig megpróbálja meggyőzni őt az igazáról. Bár általában Heathcliff bohóckodása lenyűgözi, nem sokat törődik vele, mivel ő egy sokkal előkelőbb fajta macska.
- Knuckles – Szintén egy macska, rózsaszín kalapban és piros csíkos ingben van. Kedvel egy olyan macskákból álló csoportot, akiket állandóan bosszanthat. Gyakran megpróbálja valahogy átverni őket.
- Spike – Egy környékbeli kutya, Spike olyan ügyes mint Heathcliff. Izmos és bátor, Heathcliffel összetart a bajban.
- Pop – Heathcliff apja, aki szintén egy narancssárga macska és általában a város börtönénél tartózkodik.
- Henry – Heathcliff hasonmása, akivel csalással Heatchliff, futóversenyt rendez Spike ellen.
- Tammy – Egy masnis, rosszalkodós cicalány, aki rosszul viszonyuk Heatchliffhez, de végül Sonja ezt végül összeverekedéssel megfizeti neki.
- Iggy Nutmeg – Heathcliff gazdája, aki a nagyszüleivel él. Néha furcsa helyekre és új helyszínekre, kalandoknak viszi Heathcliffet.
- Nutmeg Nagymama – Iggy nagymamája, aki sokat szeret főzni és Heathcliff lopni próbálja mindig a főztjeit.
- Nutmeg Nagypapa – Iggy nagypapája, aki gyakran mutatkozik és idegenkedik Heathcliffnek, de Iggy és a nagymama odajönnek hozzá mindig, hogy megvédelmezzék Heathcliffet.
- Marcy – Egy olyan kislány, aki Iggy családjaként ugyanabban a környékben él. Marcy mindig a legjobbakat látta Heathcliffben és azt gondolta, hogy ő egy kis angyal.
- Kislány – Egy kislány, aki Heathcliff közelében lakik a városban. Szeret ugráló kötelezni. Mikor Heathcliffet meglátja, hogy rohan az úton, akkor gyorsan elugrik előle.

### A Csőcselék Macskák sorozat szereplői
- Riff-Raff (Riffi) – A csőcselékmacskák főnöke. Egy sildes sapkát és egy sálat hord. A sildjét általában elfordítja a homlokától.
- Cleo – Egy lánymacska, a csőcselékmacskák között. Riff-Raff udvarol neki. Bushal egy hangszerboltban él.
- Hector – A csőcselékmacskák egy tagja. Néha vezető akar lenni. Egy fejpántot és egy hosszú nyakkendőt hord.
- Wordsworth (Dummy) – A csőcselékmacskák egy tagja. Korcsolyát hord, rímben beszél és mindig hord egy walkmant.
- Mungo – A csőcselékmacskák egy tagja. Nagy ügyetlen, kövér és nem a legélesebb tag. Neve nyilvánvaló röviden mongoloid.
- Leroy – Egy őrkutya, a csőcselékmacskákkal együtt a roncstelepen él.
- Bush – Egy hűséges juhászkutya, aki Cleoval élt egy zeneboltban. Mikor a csőcselékmacskák közbevágnak, ő megpróbálja hangszerekkel leállítani őket.
- Dalia Piktor – Egy nagy növésű festő macska. Egyszer egy szemetesről festett portrét, amibe varázslattal a csőcselék macskák beleestek. Későnn Mungo talált egy szemetesről képet, amit meg akart tartani, de Riff-Raffot a korábbi történtek után mérgesítette és Mungo fején széttörte.

## Magyar hangok
| Szereplő           | Magyar hang                   | Magyar hang                           | Magyar hang                            |
| Szereplő           | 2. évad (13 epizód, 1992-ben) | 1. évad (első 26 epizódban, 2002-ben) | 1. évad (másod 26 epizódban, 2013-ban) |
| ------------------ | ----------------------------- | ------------------------------------- | -------------------------------------- |
| Heathcliff         | Kerekes József                | Szerémi Zoltán                        | Pusztaszeri Kornél                     |
| Sonja              | Kökényessy Ági                | Stéfán-Bodor Mária                    | Kisfalvi Krisztina                     |
| Spike              | ?                             | ?                                     | Barabás Kiss Zoltán                    |
| Iggy Nutmeg        | ?                             | ?                                     | Baráth István                          |
| Nutmeg Nagymama    | ?                             | ?                                     | Kassai Ilona                           |
| Nutmeg Nagypapa    | ?                             | Seres Lajos                           | Csuha Lajos                            |
| Marcy              | ?                             | ?                                     | Csuha Bori                             |
| Riff-Raff (Riffi)  | ?                             | Kiss Csaba                            | Lippai László                          |
| Cleo               | ?                             | Fábián Enikő                          | Román Judit                            |
| Hector             | ?                             | ?                                     | Seder Gábor                            |
| Wordsworth (Dummy) | ?                             | ?                                     | Bodrogi Attila                         |
| Mungo              | ?                             | ?                                     | Kapácsy Miklós                         |
| Leroy              | ?                             | ?                                     | Juhász György                          |
| Bush               | ?                             | ?                                     | Barbinek Péter                         |
| felolvasó          | Bozai József                  | Török Sándor                          | Endrédi Máté                           |

## Epizódok
| #            | Magyar cím                                         | Eredeti cím                                                 |
| ------------ | -------------------------------------------------- | ----------------------------------------------------------- |
|              |                                                    |                                                             |
| ELSŐ ÉVAD    |                                                    |                                                             |
|              |                                                    |                                                             |
| 01.          | A nagy PussiniCicus az állatmenhelyen              | The Great PussiniKitty Kat Kennels                          |
|              |                                                    |                                                             |
| 02.          | Chaunchey kalandos szabadulásaA karnevál           | Chauncey's Great EscapeCarnival Capers                      |
|              |                                                    |                                                             |
| 03.          | A sintérA cirkusz bohócai                          | Mad Dog CatcherCircus Beserkus                              |
|              |                                                    |                                                             |
| 04.          | Szeresd felebarátodatA falusi élet nem nekem való  | Rebel Without a ClawsThe Farming Life Ain't For Me          |
|              |                                                    |                                                             |
| 05.          | Heathcliff beceneveBeteljesült kívánságok          | Heathcliff's Middle NameWishful Thinking                    |
|              |                                                    |                                                             |
| 06.          | Az állatok királyaMire képes egy macska            | King of the BeastsCat Can Do                                |
|              |                                                    |                                                             |
| 07.          | Nincsen öröm üröm nélkülSok hűhó egy ágy körül     | Smoke Gets in my EyesMuch Ado about Bedding                 |
|              |                                                    |                                                             |
| 08.          | A szélhámos macskaA jövő háza                      | City Slicker CatHouse of the Future                         |
|              |                                                    |                                                             |
| 09.          | Spike unokatestvéreMadártelep                      | Spike's CousinFor the Birds                                 |
|              |                                                    |                                                             |
| 10.          | Heathcliff kedvenc háziállataMocsárlakó            | Heathcliff's PetSwamp Fever                                 |
|              |                                                    |                                                             |
| 11.          | A golfTalálkozás a szörnnyel                       | Teed OffMonstro vs. the Wolf Hound                          |
|              |                                                    |                                                             |
| 12.          | A fényképésznélA macskák őrangyalai                | Say CheeseCat's Angels                                      |
|              |                                                    |                                                             |
| 13.          | A miaú miaú szigetA verseny                        | Meow Meow IslandIron Cats                                   |
|              |                                                    |                                                             |
| 14.          | A családfaA csokoládé                              | Family TreeWho's Got the Chocolate?                         |
|              |                                                    |                                                             |
| 15.          | TúlélőtáborTengeri utazás                          | Be PreparedCruisin' for a Bruisin                           |
|              |                                                    |                                                             |
| 16.          | Heathcliff konzervjeiMinden jó ha jó a vége        | Heathcliff Gets CannedWhackoed Out                          |
|              |                                                    |                                                             |
| 17.          | A kísérletA légballon                              | Brain SprainCat Balloon                                     |
|              |                                                    |                                                             |
| 18.          | Győzzön a jobbikMacskakomédia                      | May the Best Cat WinComedy Cats                             |
|              |                                                    |                                                             |
| 19.          | MacskabosszúVakáció a dzsungelben                  | Revenge of the KittyJungle Vacation                         |
|              |                                                    |                                                             |
| 20.          | Heathcliff a kórházbanVezércsere                   | Hospital HeathcliffHector's Takeover                        |
|              |                                                    |                                                             |
| 21.          | AjándékvásárlásHeathcliff ikertestvére             | Going ShoppingCat in the Fat                                |
|              |                                                    |                                                             |
| 22.          | Heathcliff a vadmacskaMacskaháború                 | Wild Cat HeathcliffKitten Around                            |
|              |                                                    |                                                             |
| 23.          | Hetathcliff és a rablókA szerencsétlen szerencséje | Cat Burglar HeathcliffLucky's Unlucky Day                   |
|              |                                                    |                                                             |
| 24.          | A viharMacskahárem                                 | The Blizzard BanditHarem Cat                                |
|              |                                                    |                                                             |
| 25.          | Az elveszett kiscicaA bűvös trombita               | Kitten SmittenYoung Cat with a Horn                         |
|              |                                                    |                                                             |
| 26.          | Az ellenfélcsapatMacskakoncert                     | The Gang's All HereThe Meowsic Goes Round & Round           |
|              |                                                    |                                                             |
| 27.          | HóhelyzetKöltözési láz                             | Snow JobCondo Fever                                         |
|              |                                                    |                                                             |
| 28.          | Heathcliff kondizikMangó dilemmája                 | Heathcliff Pumps IronMungo's Dilemma                        |
|              |                                                    |                                                             |
| 29.          | Heathcliff hasonmásaA jeti                         | Heathcliff's DoubleBig Foot                                 |
|              |                                                    |                                                             |
| 30.          | Tami a rettegettSportos szerelem                   | Terrible TammyThe Games of Love                             |
|              |                                                    |                                                             |
| 31.          | AttrakcióMacskák az űrben                          | Big Top BunglingSpace Cats                                  |
|              |                                                    |                                                             |
| 32.          | Fagyi sztoriA tréfamesterek                        | Lard TimesThe Merry Pranksters                              |
|              |                                                    |                                                             |
| 33.          | Spike rabszolgájaIjedős macskák                    | Spike's SlaveScaredy Cats                                   |
|              |                                                    |                                                             |
| 34.          | A csintalan ürgékKempingezünk                      | Gopher BrokeA Camping We Will Go                            |
|              |                                                    |                                                             |
| 35.          | A simlis betegRomantikus csatornázás               | Where There's an Ill, There's a WayYes Sewer That's my Baby |
|              |                                                    |                                                             |
| 36.          | Járgány-versenyKié a jobb egérfogó?                | Soap Box DerbyA Better Mousetrap                            |
|              |                                                    |                                                             |
| 37.          | Kalandos szigettúraMungo, a szuperhős              | Bamboo IslandSuperhero Mungo                                |
|              |                                                    |                                                             |
| 38.          | A vajkeverőMungoval csak a baj van                 | Butter Up!Mungo Gets No Respect                             |
|              |                                                    |                                                             |
| 39.          | Sonja unokaöccseDr. Egérstein                      | Sonja's NephewDr. Mousetus                                  |
|              |                                                    |                                                             |
| 40.          | A tökéletes macskaeledelIrány dél!                 | Cat Food for ThoughtGoing South                             |
|              |                                                    |                                                             |
| 41.          | A kukák fantomjaÁradás az ócskavas telepen         | Phantom of the GarbageJunkyard Flood                        |
|              |                                                    |                                                             |
| 42.          | Harsona-terrorA másik macskanő                     | Trombone TerrorThe Other Woman                              |
|              |                                                    |                                                             |
| 43.          | Próbaidős papiA bébicsőszök                        | Pop on ParoleThe Babysitters                                |
|              |                                                    |                                                             |
| 44.          | A sziámi ikrekMungo tánca                          | The Siamese TwinsThe Mungo Mash                             |
|              |                                                    |                                                             |
| 45.          | Heathcliff bárjaLeroy szerelmes                    | Copa-ca-HeathcliffLeroy's in Love                           |
|              |                                                    |                                                             |
| 46.          | Használt kisállatCsillag kerestetik                | Used PetsSearch for a Star                                  |
|              |                                                    |                                                             |
| 47.          | Heathcliff jó modort tanulA babonás macska         | An Officer and an Alley-CatHector Spector                   |
|              |                                                    |                                                             |
| 48.          | Vágj hozzá jó képet!Az étterem                     | Service with a SmileJunk Food                               |
|              |                                                    |                                                             |
| 49.          | Bumm BummA szörfverseny                            | Boom Boom PussiniBeach Blanket Mungo                        |
|              |                                                    |                                                             |
| 50.          | Hal-mániaRiff Raff, az ínyenc                      | Sealand ManiaRiff Raff the Gourmet                          |
|              |                                                    |                                                             |
| 51.          | Az állatfogó robotUtazás a Föld középpontja felé   | The Super M.A.C. MenaceJourney to the Center of the Earth   |
|              |                                                    |                                                             |
| 52.          | Az alketrecOszd meg és ruházd meg!                 | A Piece of the RockDivide and Clobber                       |
|              |                                                    |                                                             |
| 53.          | –                                                  | Flying HighDebutante Ball                                   |
|              |                                                    |                                                             |
| 54.          | –                                                  | Heathcliff ReformsPrehysteric Riff Raff                     |
|              |                                                    |                                                             |
| 55.          | –                                                  | Heathcliff's SurpriseThe Big Break In                       |
|              |                                                    |                                                             |
| 56.          | –                                                  | The CatfatherThe Big Swipe                                  |
|              |                                                    |                                                             |
| 57.          | –                                                  | Tally-Ho HeathcliffCleo Moves In                            |
|              |                                                    |                                                             |
| 58.          | –                                                  | Granpda vs. GrandpaThe Big Game Hunter                      |
|              |                                                    |                                                             |
| 59.          | –                                                  | The Great Tuna CaperPeco's Treasure                         |
|              |                                                    |                                                             |
| 60.          | –                                                  | The Baby Buggy Bad GuysRiff Raff's Mom                      |
|              |                                                    |                                                             |
| 61.          | –                                                  | Momma's Back in TownTrash Dance                             |
|              |                                                    |                                                             |
| 62.          | –                                                  | ClawsHector the Detector                                    |
|              |                                                    |                                                             |
| 63.          | –                                                  | Raiders of the Lost CatMungo Lays an Egg                    |
|              |                                                    |                                                             |
| 64.          | –                                                  | The Home WreckerIn Search of Catlantis                      |
|              |                                                    |                                                             |
| 65.          | –                                                  | Star or Tomeow-meowSoccer Anyone?                           |
|              |                                                    |                                                             |
| MÁSODIK ÉVAD |                                                    |                                                             |
|              |                                                    |                                                             |
| 66.          | A doveri hamvasmacskaAz életmentő                  | The Whitecliffs of DoverLife Saver                          |
|              |                                                    |                                                             |
| 67.          | Rémálom Beverly HillsrőlRobotmacska                | Nightmare in Beverly HillsThe Cat in the Iron Mask          |
|              |                                                    |                                                             |
| 68.          | A fogyókúraDali, a piktor                          | The ShrinkBrushing Up                                       |
|              |                                                    |                                                             |
| 69.          | Macskából nem lesz szalonnaAz Időgép               | Dr. Heathcliff and Mr. SpikeTime Warped                     |
|              |                                                    |                                                             |
| 70.          | Duci újra otthonMangó nagy románca                 | Spike's New HomeMungo's Big Romance                         |
|              |                                                    |                                                             |
| 71.          | DuplamacskaMangó, a dzsungel királya               | The Cat and the PauperMungo of the Jungle                   |
|              |                                                    |                                                             |
| 72.          | ÉvfordulóMacskaolimpia                             | In the BeginningCatlympic Cats                              |
|              |                                                    |                                                             |
| 73.          | A lelkiismeret szavaNappal macska, éjjel nindzsa   | Rear Cat WindowCat Days, Ninja Nights                       |
|              |                                                    |                                                             |
| 74.          | HalzabálóKarácsonyi emlék                          | Something FishyChristmas Memories                           |
|              |                                                    |                                                             |
| 75.          | Csacska macska anyukájaHector, a testőr            | Heathcliff's MomHockey Pucks                                |
|              |                                                    |                                                             |
| 76.          | Egy macska délutánjaMacskahoki                     | Cat Day AfternoonHector Protector                           |
|              |                                                    |                                                             |
| 77.          | Hogyha gyötrődsz, megerősödszKemény verseny        | Feline GoodOff-Road Racer                                   |
|              |                                                    |                                                             |
| 78.          | Akárhányszor mindhiábaA trójai járgány             | Spike's CoachThe Trojan Catillac                            |
|              |                                                    |                                                             |
| 79.          | –                                                  | Heathcliff Gets FramedRepo Cat                              |
|              |                                                    |                                                             |
| 80.          | –                                                  | Missing in ActionBag Cat Sings the Blues                    |
|              |                                                    |                                                             |
| 81.          | –                                                  | It's a Terrible LifeLeroy Gets Canned                       |
|              |                                                    |                                                             |
| 82.          | –                                                  | Hair of the CatTenting Tonight                              |
|              |                                                    |                                                             |
| 83.          | –                                                  | The Fortune TellerCottontails, Chickens, & Colored Eggs     |
|              |                                                    |                                                             |
| 84.          | –                                                  | Break an EggA Letter to Granny                              |
|              |                                                    |                                                             |
| 85.          | –                                                  | The New York City Sewer SystemHigh Goon                     |
|              |                                                    |                                                             |
| 86.          | –                                                  | North Pole CatHe Ain't Heavy, He's My Brother               |

## Utalások
- A sorozatban az újságokban és a tévében is gyakran megjelenik Gógyi felügyelő.